# Arena Toruń
L'Arena Toruń è un impianto sportivo coperto che ospita anche convegni e concerti, con sede nel quartiere Chełmińskie Przedmieściea, a Toruń, capitale del Voivodato della Cuiavia-Pomerania (Polonia).

## Storia
Il progetto è stato presentato nell'ottobre 2010 da un consorzio delle società DEDECO e MD Polska, i lavori sono iniziati nel 2011 e terminati nel 2014 per un costo di 158 000 000 złoty (circa 37 milioni di Euro).
L'Arena Toruń, inaugurata il 10 agosto 2014, dal 2015 ospita la Copernicus Cup che dal 2017 fa parte del World Athletics Indoor Tour.
Nel 2016 ha ospitato il XXIX Campionato europeo di scherma.
Dal 4 al 7 marzo 2021 l'Arena Toruń ha ospitato i XXXVI Campionati europei di atletica leggera indoor.

## Caratteristiche
- lunghezza: 162,25 m
- larghezza: 97,10 m
- altezza: 20,0 m
- area calpestabile: 28 615 m²
- volume della parte fuori terra: 253 000 m³
- posti permanenti in platea: 5 192, di cui 249 VIP
- posti nelle tribune telescopiche: 1 056
- posti per i commentatori: 108
- eventuali posti nel parterre: 3 000

La sala principale è costituita da una pista circolare lunga 200 m con sei corsie larghe 100 cm, al suo interno una pista rettilinea da otto corsie larghe 122 cm e spazi predisposti per il salto in alto, salto con l'asta, salto in lungo, salto triplo e getto del peso.

Oltre alle competizioni di atletica leggera possono essere ospitati incontri di pallamano, pallavolo, pallacanestro, tennis da tavolo, tennis, badminton, kickboxing, pugilato, scherma, ginnastica ritmica, ginnastica acrobatica, hockey su prato indoor.